# امپاری
امپاری (به لاتین: Ampary) یک سکونتگاه مسکونی در ماداگاسکار است که در ایتاسی واقع شده‌است.

## خصوصیات
امپاری ۹٬۰۰۰ نفر جمعیت دارد و ۱٬۰۳۵ متر بالاتر از سطح دریا واقع شده‌است.